# Filialkirche Valentinhaft

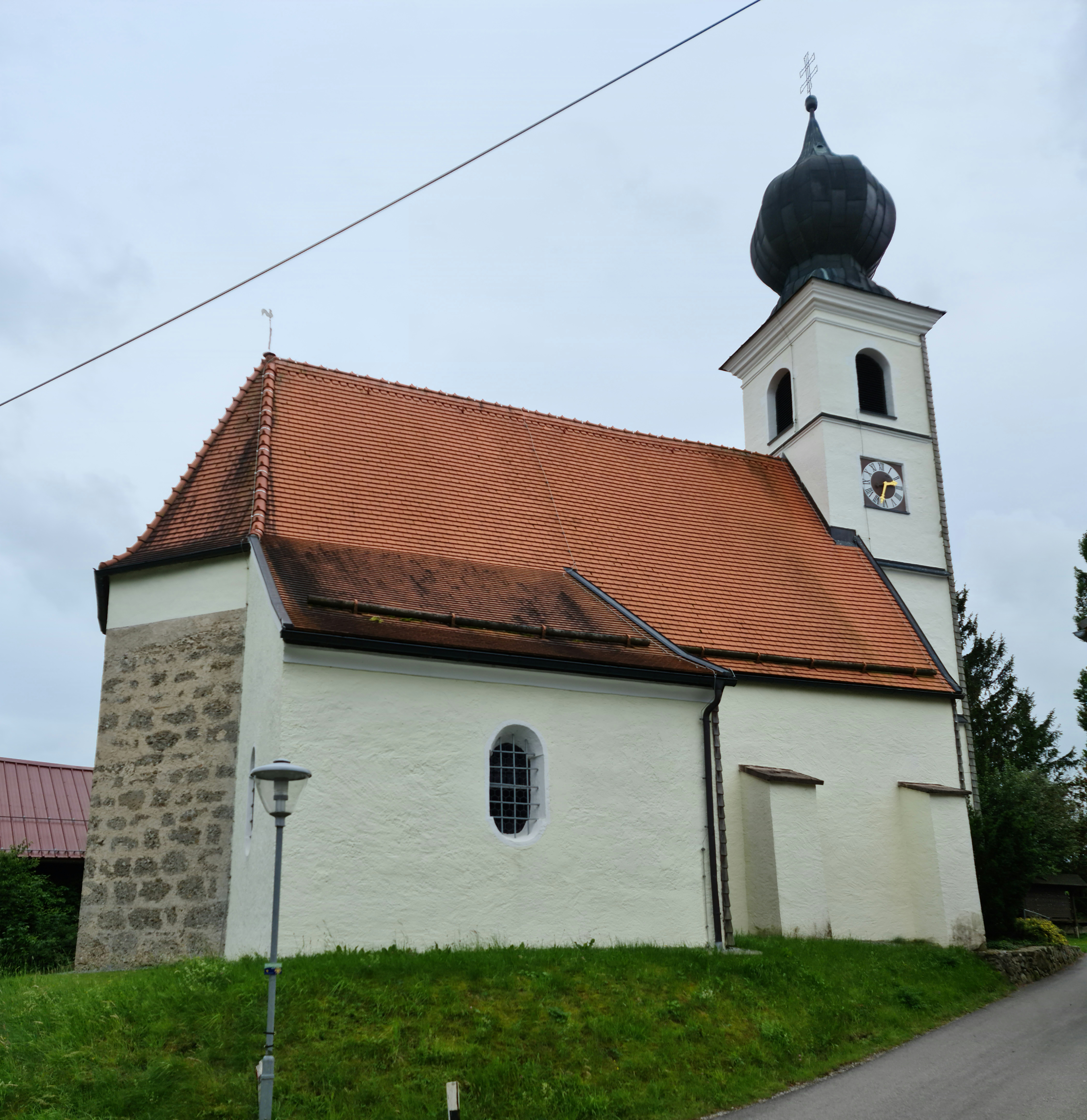
Katholische Filial- und Wallfahrtskirche hl. Valentin in Valentinhaft in Munderfing

Langhaus, Blick zur Orgelempore

Hochaltar im Chorschluss

Die Filialkirche Valentinhaft steht auf einer Hochterrasse in Valentinhaft in der Gemeinde Munderfing im Bezirk Braunau am Inn in Oberösterreich. Die dem Patrozinium hl. Valentin unterstellte römisch-katholische Filial- und Wallfahrtskirche gehört zum Dekanat Mattighofen in der Diözese Linz. Der Kirche steht unter Denkmalschutz (Listeneintrag).

## Geschichte
Der Überlieferung nach war von 974 bis 976 Wolfgang von Regensburg anwesend. Unter der Emporentreppe ist ein Stein mit einer armdicken Öffnung, über die der Heilige der Legende nach den Türriegel der Kirche auf- und zugeschoben haben soll.
Die Kirche wurde 1179 urkundlich genannt. Der Chor nennt die Jahresangabe 1455. 1458 wurde die Kirche geweiht. 1786 wurde unter Joseph II. die Kirche geschlossen und 1833 wieder für Gottesdienste zugelassen. Von 1791 bis 1937 stand die Kirche in Privatbesitz und wurde 1937 zur Filialkirche der Pfarrkirche Munderfing.
Nach 1833 war eine Restaurierung, 1863 wurde der Turmhelm erneuert, von 1964 bis 1967 war eine Gesamtrestaurierung, 1984 außen, 2003/2004 eine Gesamtrestaurierung.

## Architektur
Der kleine spätgotische einschiffige Kirchenbau hat einen leicht eingezogenen Chor mit einem Dreiachtelschluss. Der viergeschoßige Westturm zeigt eine Glattputzfassade, der Chorschluss zeigt unverputzt das spätgotische Tuffsteinmauerwerk, die Westfront ist mit Holzschindeln verkleidet. Nördlich steht ein barocker Sakristeianbau. Das Satteldach des Kirchenbaus ist über dem Chor abgewalmt und über der Sakristei abgeschleppt.
Das Kirchenäußere zeigt beim Langhaus niedrige pultverdachte Strebepfeiler und südlich ein Rund- und ein Segmentbogenfenster. Der Chor hat spitzbogige gotische Fenster, teils rundbogig überformt und mit Putzfaschenrahmung. Die Geschoße des quadratischen Turmes sind mit Kaffgesimsen gegliedert, die Schallfenster unter einem vorkragenden Kranzgesims sind rundbogig. An der Turmsüdseite ist eine eingehauste Emporentreppe und ein ebenerdiger Zugang zum Stein des hl. Wolfgang. Das Westportal hat einen Segmentbogen.
Das Kircheninnere zeigt ein einschiffiges Langhaus unter einem zweijochigen Stichkappengewölbe auf Wandpfeilern mit barockem geometrischem Perlstabstuck aus dem zweiten Viertel des 17. Jahrhunderts. Der gekehlte Triumphbogen ist spitzbogig. Der zweijochige Chor hat ein spätgotisches Netzrippengewölbe mit Kehlstabprofil auf Diensten und zeigt über dem Chorscheitelfenster 1455. In der Nordwand ist ein flachbogiges Sakristeiportal mit einer Steinlaibung, die Türe ist barock. Die hölzerne Westempore entstand im ersten Viertel des 18. Jahrhunderts, sie steht auf gedrechselten Säulen mit Engelskopfkapitellen und zeigt eine zwischen Blütenschnüren gefelderte Brüstung. Die Turmhalle ist kreuzgratgewölbt. Das spätgotische Westportal ist spitzbogig, das Gewände ist gekehlt stabförmig profiliert.

## Ausstattung
Teils gibt es spätgotische Figuren, die überwiegende barocke Ausstattung entstand im 17. und 18. Jahrhundert.
Der frühbarocke Hochaltar aus 1646 wurde 1966/1967 restauriert.
Die Orgel entstand um 1650/1660 und wurde dem Orgelbauer Hans Vogel zugeschrieben, die Orgel mit 1 Man./6 Reg. befand sich ursprünglich in der Pfarrkirche Munderfing und wurde 1868 hierher übertragen.
Eine Glocke Ton fis` goss Stephan Gugg aus Braunau am Inn 1824, die Glocke wurde 1948 aus der Pfarrkirche Munderfing hierher übertragen. Eine Glocke Ton gis` goss die Glockengießerei Franz Oberascher in Salzburg 1948.